# Ambel (Saragosse)
Pour les articles homonymes, voir Ambel.
Ambel est une commune d’Espagne, dans la province de Saragosse, communauté autonome d'Aragon comarque de Campo de Borja.